# Acompte
Un acompte est tout paiement partiel qui survient lors de la conclusion du contrat de vente ou après sa conclusion.

## Enjeux de l'acompte
Le paiement intervient lors de la conclusion du contrat. Après sa conclusion, les parties peuvent éventuellement convenir qu’il s’agissait d’arrhes. Le versement d'un acompte, en tant que paiement d'une partie du prix, implique que le vendeur et l’acheteur doivent honorer le contrat :
- pour l’acheteur, c’est une manifestation ferme d’acquérir le produit. Il doit verser le solde du prix à la réception de l’objet ou à l'issue de la prestation de service. En cas de rétractation, il est tenu de payer des dommages-intérêts ou une clause pénale ;

- pour le contractant professionnel, c’est l’obligation de fournir la marchandise ou effectuer la prestation de service ; s'il ne le fait pas, il encourt des dommages-intérêts portant sur le préjudice matériel, financier et moral de son client.

L’acompte n’a pas la même signification juridique que les arrhes, qui permettent au contractant de renoncer à l'exécution du contrat en perdant la somme initialement versée mais sans verser le solde.